# Lussagnet-Lusson
Lussagnet-Lusson település Franciaországban, Pyrénées-Atlantiques megyében. Lakosainak száma 184 fő (2022. január 1.). Lussagnet-Lusson Coslédaà-Lube-Boast, Lalongue, Lannecaube, Monassut-Audiracq és Simacourbe községekkel határos.

## Népesség
A település népességének változása:
| Lakosok száma | 170  | 167  | 174  | 172  | 175  | 179  | 182  | 182  | 184  |
|               | 2013 | 2015 | 2016 | 2017 | 2018 | 2019 | 2020 | 2021 | 2022 |